# Açude Caxitoré
Açude Caxitoré är en reservoar i Brasilien.   Den ligger i delstaten Ceará, i den östra delen av landet, 1 600 kilometer nordost om huvudstaden Brasília. Açude Caxitoré ligger 64 meter över havet.
Omgivningarna runt Açude Caxitoré är huvudsakligen savann. Runt Açude Caxitoré är det ganska glesbefolkat, med 38 invånare per kvadratkilometer.